# Tierra de Campos
La Tierra de Campos es una comarca natural española, situada en la comunidad autónoma de Castilla y León, que se extiende por las provincias de Palencia, Valladolid, Zamora y León. El gentilicio es terracampino.
Esta comarca, a pesar de su gran sentido de identidad, con características geográficas, económicas, sociales e históricas afines, no cuenta con el necesario reconocimiento legal para su desarrollo administrativo, lo que ha llevado a sus municipios a organizarse en mancomunidades como única fórmula legal que les permite la optimización de la gestión de algunos servicios públicos municipales.

## Historia
Su origen está en los llamados Campus Gallaeciae (campos de Gallaecia), que es el primer topónimo documentado que alude a esta comarca, para ser llamados posteriormente «Campos Góticos» (Campi Gothici o Campi Gothorum), zona de especial importancia para el Reino Visigodo debido a que el grueso de la población visigótica, de confesión arriana, se asentó primeramente en dicha comarca a fines del siglo V, después de haber sido expulsada del sur de la Galia por el expansionismo de los francos.[cita requerida] La hallaron en su mayor parte deshabitada tras el devastador paso los pueblos alano, suevo y vándalo y las actuaciones de las bagaudas. Durante dos siglos, los reyes visigodos utilizaron a está población germánica en su situación geográfica para contener las acometidas desde las montañas del norte de los semirromanizados astures, cántabros y, sobre todo, vascones. Hacia 740, esta población de visigodos (ya mezclada parcialmente con la población hispano-romana), siguiendo órdenes de Alfonso I de Asturias tras producirse la rebelión bereber, se desplazaron hacia las montañas del norte reforzando militarmente de forma importante al reino de Asturias.
La primera alusión como «Campos Góticos» a esta comarca campesina aparece por primera vez en la Crónica Albeldense, en la cita «Campos quos dicunt Goticos usque adflumen Dorium eremauit, et xpistianorum regnum extendit». Aún sin constancia documental alguna, se suele afirmar que esta denominación proviene de la etapa visigoda.
O mejor dicho, al igual que la comarca Narbonense carolingia pasaría a ser llamada Gothia o "Marca Hispánica", las Tierras de Campos se denominarían «góticas» por ser zona fronteriza del reino visigodo, para los que provenían de Asturias o Astorga, —dentro del reino de los Suevos—, vecino al de los Godos, reubicados en el resto de la península. La zona estuvo expuesta, por largo tiempo, a las escaramuzas entre ambos reinos, dado su valor estratégico.

## Región o comarca

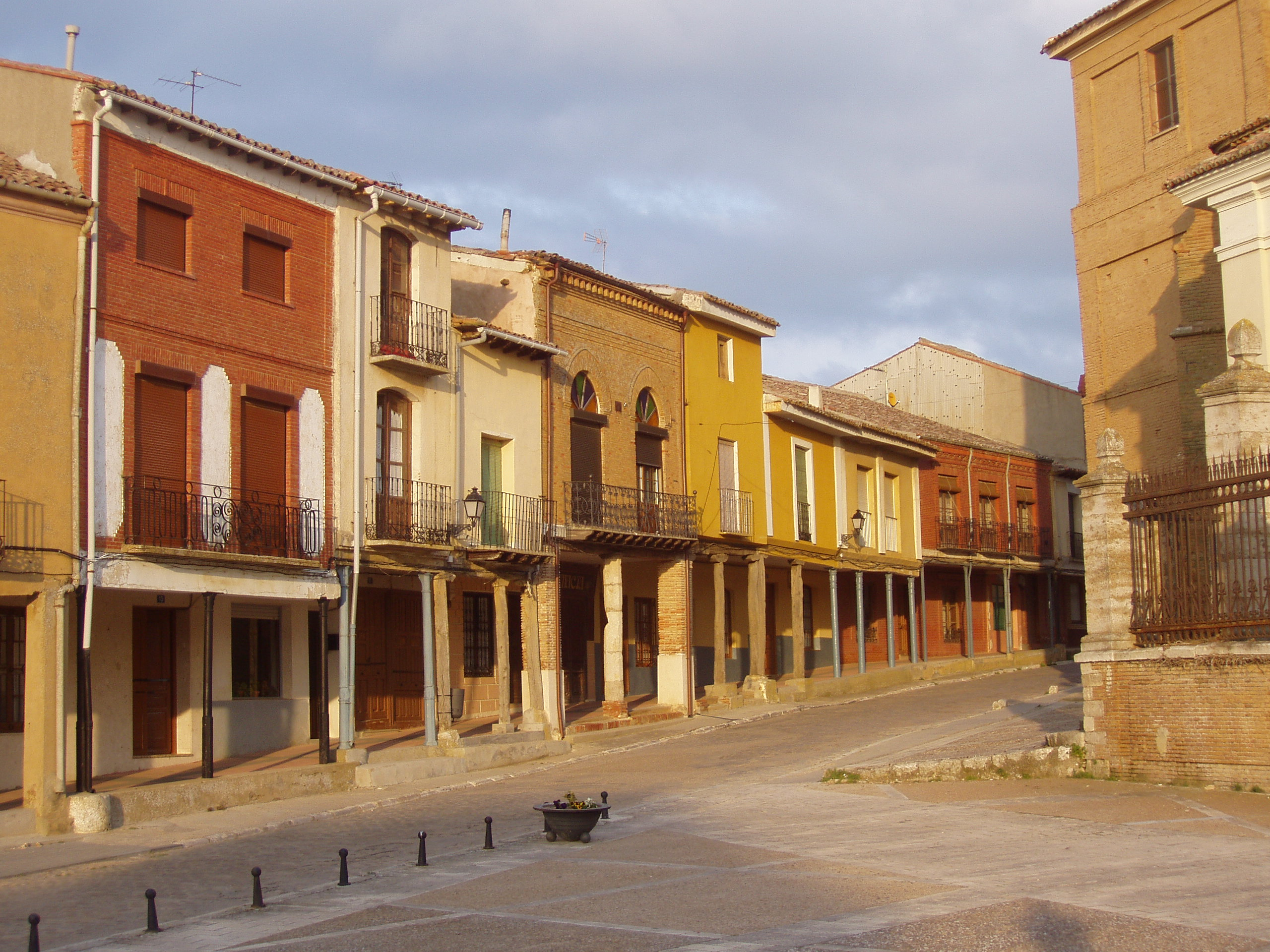
Calle de Villalón de Campos

Los geógrafos que han estudiado Tierra de Campos siempre han destacado su inconfundible, significativa e individualizada personalidad, apreciable tanto en sus rasgos fisiográficos, como en sus caracteres económicos, que la diferencian de forma nítida de otros espacios de la península ibérica. Pero no todos han coincidido en aplicarle el mismo apelativo genérico. Algunos utilizan el calificativo región natural, al fijarse esencialmente en su configuración externa, modelada por el relieve, el clima y la vegetación, justificando el empleo de este término por la homogeneidad de su aspecto, de su relieve pronunciadamente nivelado, por la uniformidad de su paisaje, de sus producciones y condición de vida, ya que el concepto de región natural implica una porción de territorio determinada por circunstancias especiales de relieve, suelo, clima, paisaje y vegetación que guardan entre sí una relación y que merced a sus recíprocas influencias vienen a presentar un aspecto de unidad geográfica, con fisonomía y caracteres propios que la individualizan y diferencian de los países que la rodean. Otros rechazan este calificativo y prefieren usar el de comarca, reservando aquel para la meseta norte, unidad territorial mucho más amplia que engloba al espacio terracampino, junto a otros. Este cambio no obedece simplemente a una mutación terminológica, sino que proviene de una variación conceptual en la acepción del término región, ya que actualmente los geógrafos ya no consideran únicamente el medio físico como determinante exclusivo de la caracterización regional de un espacio territorial; para ellos existen otros factores, como el económico, el social, el político o el histórico, que también intervienen, y de forma más determinante, en dicha caracterización. Así, prefieren hablar de región geográfica, región fisiográfica o simplemente de región física al referirse a zonas que presentan caracteres litográficos, climáticos y paisajísticos uniformes y homogéneos. Por lo que Tierra de Campos ya no suele ser calificada como región natural, sino que resulta criterio bastante común utilizar el apelativo de comarca para aludir a ella.

## Toponimia

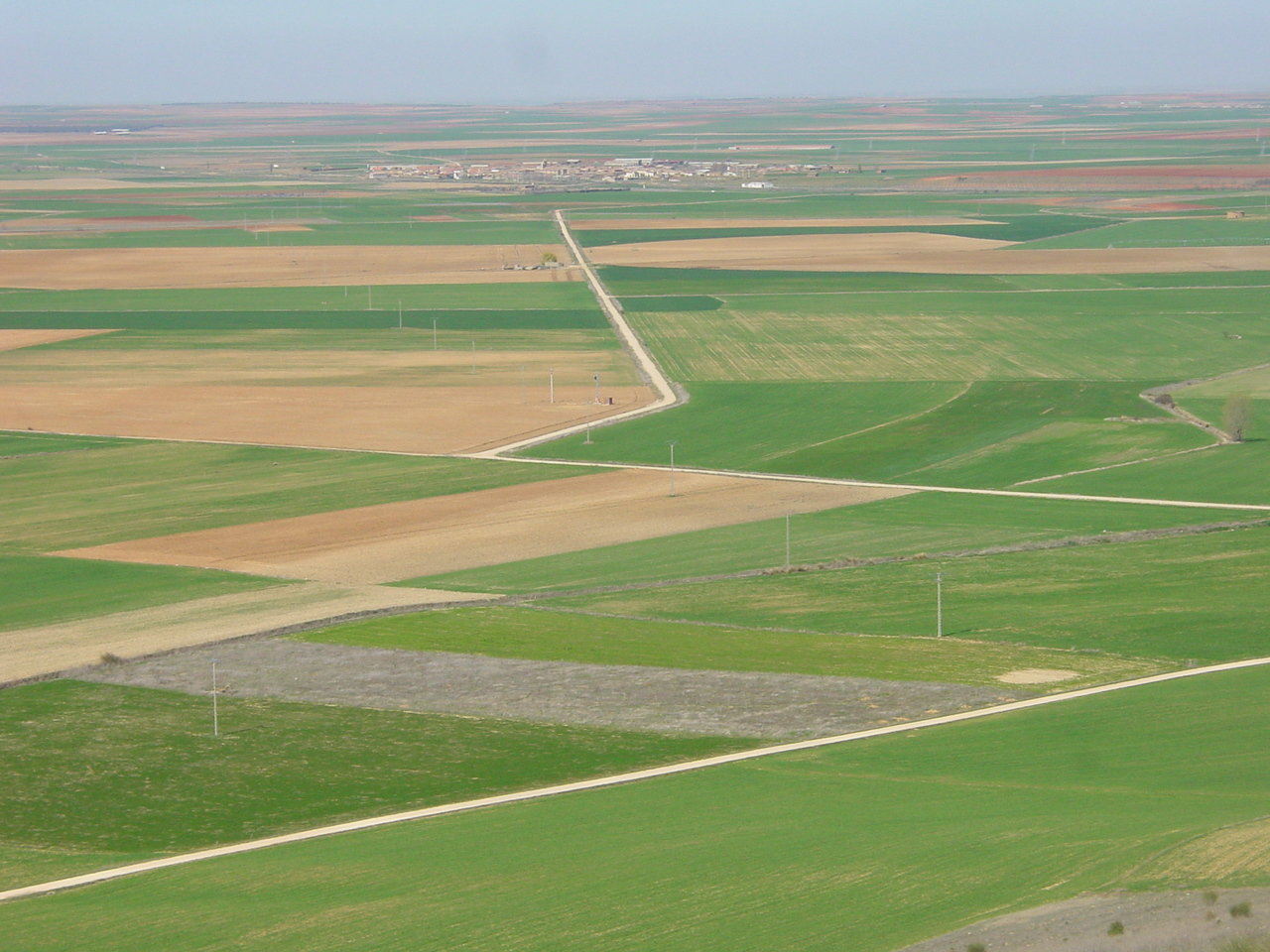
Paisaje de la Tierra de Campos desde las murallas de Urueña

El topónimo específico con que se denomina esta comarca tiene una gran tradición histórica, con un notable arraigo que le ha permitido pervivir y seguir vivo, a pesar de la división provincial actual, siendo una de las denominaciones comarcales
españolas de mayor abolengo. Su nombre data, al menos, de los primeros siglos medievales, habiendo sido transmitido desde entonces de forma espontánea de generación en generación, logrando imponerse a las parcelaciones y divisiones que con criterios y finalidades varias en ella se han establecido a lo largo de la historia, siendo tres las variantes toponímicas que a lo largo de estos siglos ha conocido la comarca campesina: Campos Galaicos, Campos Góticos y Tierra de Campos.
Campus Gallaeciae (campos de Gallaecia) es el primer topónimo documentado que alude a esta comarca campesina, situada en la antigua provincia de Gallaecia. Lo documenta el Obispo de Chaves Hidacio Lemico en su libro "Hydatii Lemici continuatio Chronicorum Hiero nymianorum" en su página 30. Posteriormente es nombrada así por Sánchez Albornoz en sus "Fuentes para el estudio de las Divisiones eclesiásticas Visigodas" en la página 53 del número 1 en el Boletín de la Universidad de Santiago en 1930. Después de la llegada de los Visigodos, el nombre pasa a ser Campus Gothici o Campus Gothorum (campos góticos o godos) apareciendo en la Crónica de Albelda, la más antigua actualmente conocida del ciclo de la Reconquista, al narrar las incursiones de saqueo realizadas por Alfonso I en el valle del Duero: "Campos quos dicunt Góticos usque adflumen Dorium eremauit, et xpistianorum regnum extendit", siendo poco convincente la afirmación anterior romana de "Campi Palatini" como categoría de topónimo, o que la "provincia Gothorum" con que el Biclarense inicia la historia del reinado de Leovigildo, aluda única y exclusivamente a los Campos Góticos, sino más bien al reino godo en su conjunto.
Sin embargo, y aunque no existe constancia documental alguna, se suele afirmar que esta denominación proviene de la etapa visigoda, anterior a la conquista musulmana, es decir, de la misma época del asentamiento de los godos en el país, aunque no fueron los propios visigodos quienes dieron el nombre de Campos Góticos al territorio por ellos ocupado, sino los pueblos
limítrofes del norte, los hispanorromanos, haciendo con ello referencia al territorio que les sirvió de asentamiento.
De Campos Góticos se pasó a la actual denominación de Tierra de Campos. Esta denominación ya aparece en la crónica del Pseudo Turpín (mitad del siglo XII). Luego aparece en la Primera Crónica General de España del rey Alfonso X (final de. siglo XIII), y también consta en la Crónica latina de los reyes de Castilla que, según su editora, Cabanes Pecourt, fue redactada en los años 1224-26, y es anterior, por tanto, a la Primera Crónica General. La voz campo, del latín campus, significa, según el diccionario de la Real Academia «terreno extenso fuera de poblado/tierra laborable/en contraposición a sierra o monte, campiña»; por su parte, campiña equivale a «espacio grande de tierra labrantía»; mientras que, finalmente, define tierra como «territorio o distrito constituido por intereses presentes o históricos». Así pues, el topónimo Tierra de Campos vendría a reconocer el aspecto que primero se percibe de esta comarca, la llanura; elemento que le confiere una personalidad propia, al tiempo que a sus habitantes conciencia de pertenencia a tal espacio.

## Geografía

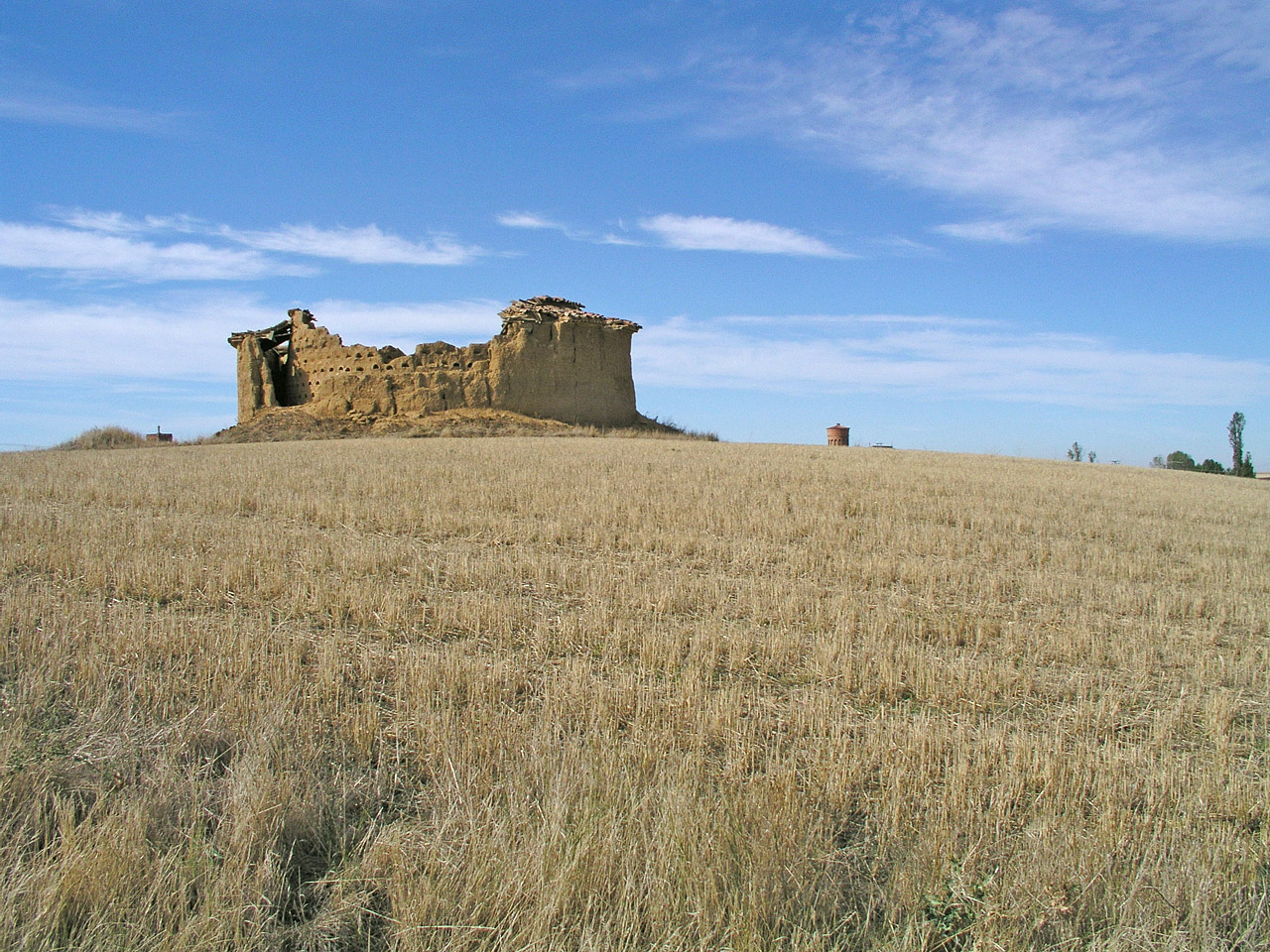
Palomar en ruinas en Palazuelo de Vedija

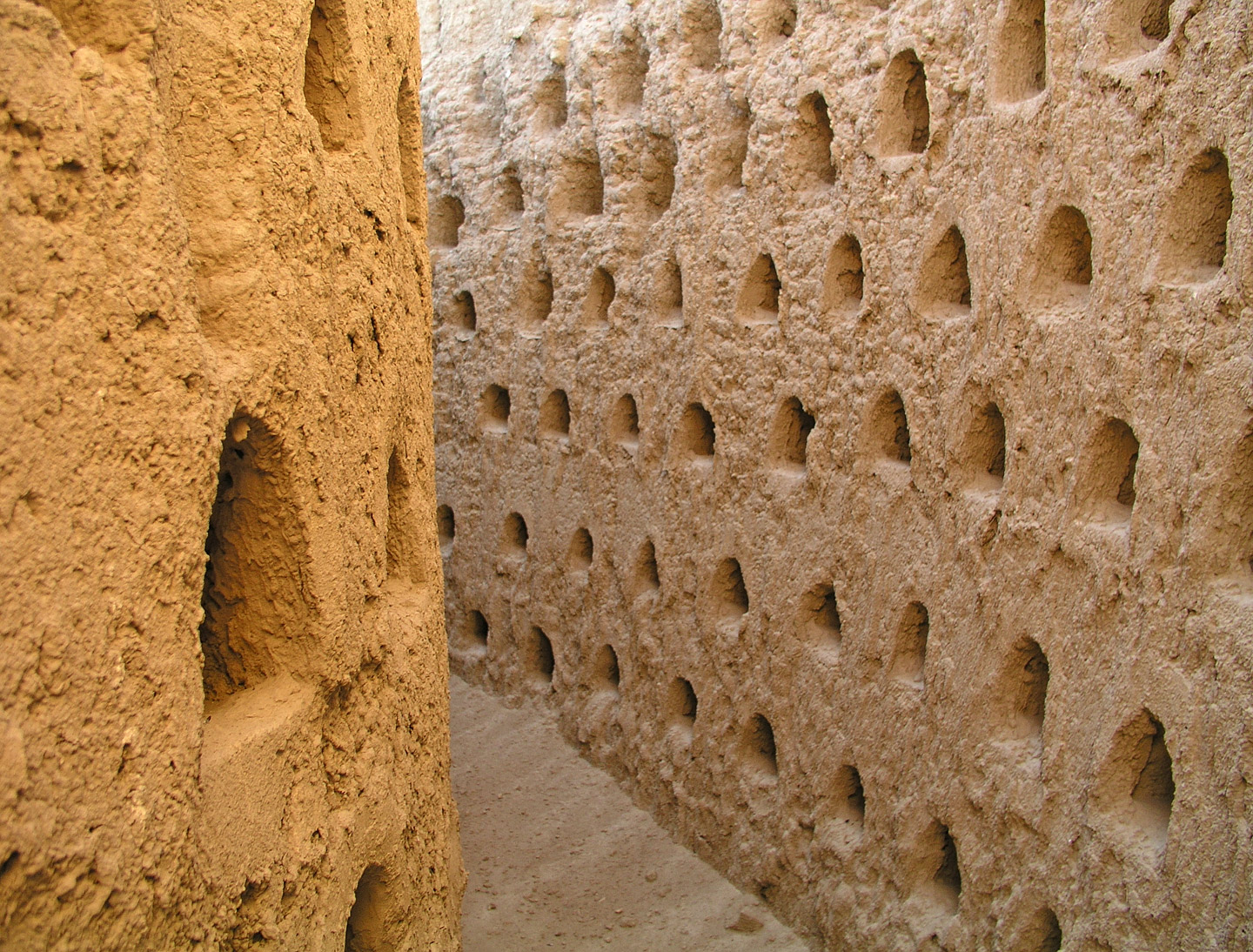
Palomar en ruinas en Palazuelo de Vedija

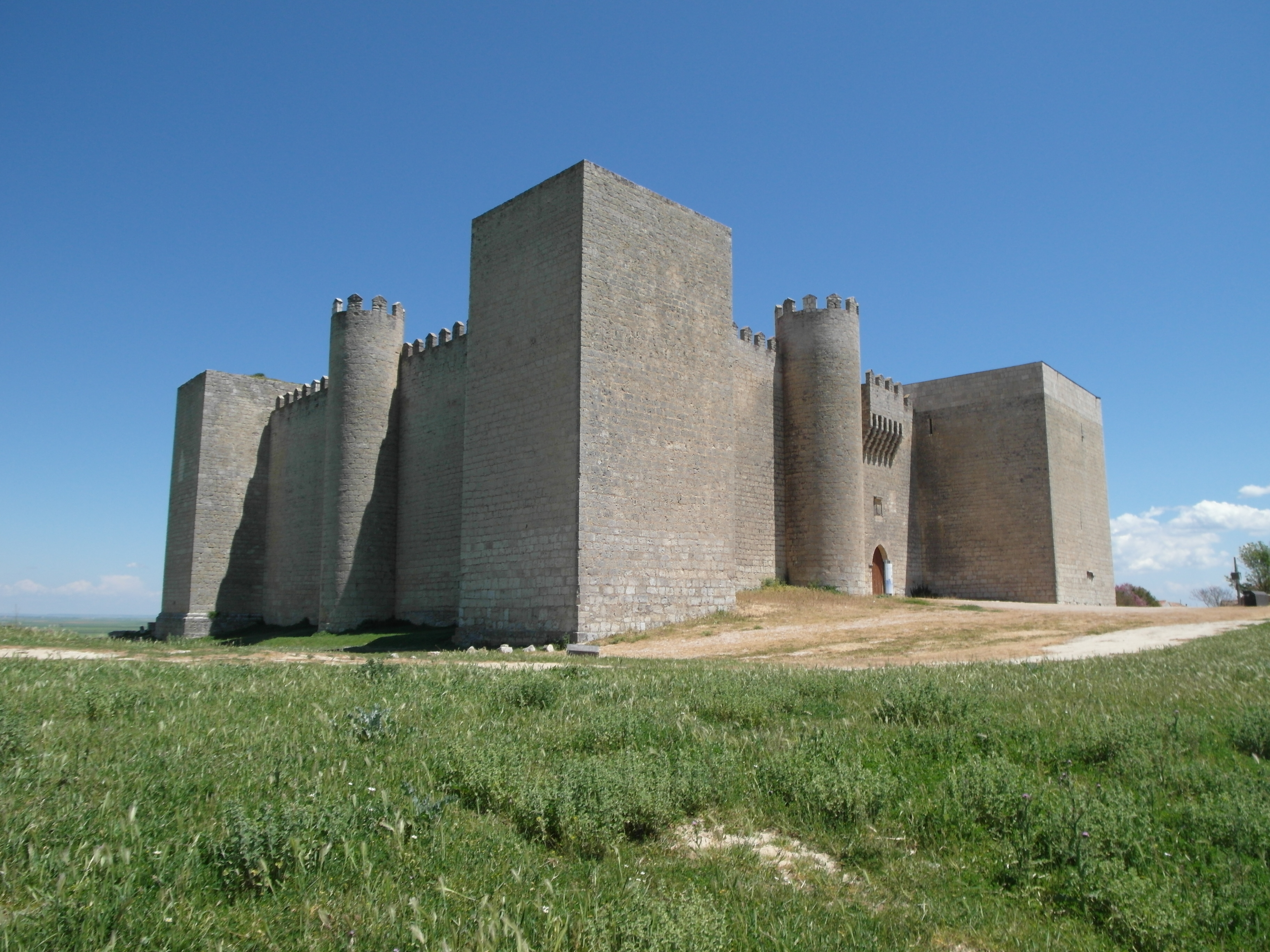
Castillo de Montealegre de Campos

La Tierra de Campos es una región natural y, como tal, sus límites son algo imprecisos, máxime cuando se encuentra enclavada en el corazón de una amplia zona de características geográficas muy similares. En ocasiones, motivos de índole histórica, política o administrativa ayudan a aumentar dicha confusión. Se puede afirmar, sin mucha precisión, que dicha planicie desarbolada se encuentra en la parte centro-occidental de la elevada meseta del Duero.
Es de topografía ondulada, interrumpida a veces por cerros bajos, coronados algunos por castillos. Es atravesada por ríos de escaso caudal como el Valderaduey o el Sequillo, y la flanquean otros más caudalosos, como el Carrión, que se abre al este, el Cea o el Esla y el Pisuerga que son su límite occidental y oriental, respectivamente. Surcada de norte a sur por el Canal de Castilla, una obra de mediados del siglo XVIII y principios del XIX, que se concibió para llevar el trigo a los puertos del norte mediante transporte fluvial de tiro por la orilla, la llamada sirga, unas barcazas arrastradas por animales, constituyendo una de las obras de ingeniería hidráulica de mayor importancia de su época.
Considerada como ejemplo proverbial del paisaje de llanura de la Meseta norte, con sus grandes extensiones verdes en primavera, ocres en otoño, blancas en invierno y doradas en verano, es una de las principales áreas cerealistas de España, como lo era ya de la Hispania romana. De ahí que se le conozca con el sobrenombre de "el granero de España", lo que dio lugar a una explotación excesiva del territorio y a una fuerte deforestación.
En la Primera Crónica General de España, al mencionar las ciudades que conquistó Alfonso I, identifica la Tierra de Campos con el territorio de Toro, dando por límites los ríos Esla, Carrión, Pisuerga y Duero. Añade que conquistó otras ciudades en tierra de Castilla, como Simancas, Dueñas, Saldaña y Amaya, lo que da a entender que no estaban comprendidas en la demarcación campesina. Hoy en día, ni Toro ni ninguna de estas localidades suelen incluirse dentro de los límites de la comarca. En el mismo libro, al hablar de las repoblaciones llevadas a cabo por Alfonso III, hace la misma mención, aunque de manera algo equívoca, puesto que usa la designación de Campo de los Godos como comprensiva de Tierra de Campos y de Toro. Manuel Gómez-Moreno, en su Catálogo Monumental de la provincia de Zamora, dice que «Toro era cabeza de un territorio que desde el siglo X venía llamándose Campo de Tauro y alguna vez Campus Torio, como parte de los célebres Campos gotorum». Al respecto es oportuno añadir lo que dice el siciliano Lucio Marineo Sículo en su De Rebus Hispania: «ni Zamora fue Numancia, ni Toro corresponden al Campus gothorum».
Ambrosio de Morales incluye Amaya en Campos, al igual que el Padre Mariana, el cual añade: «llamábase aquella parte de Castilla en aquel tiempo Campo de los Godos; de allí quedó que hasta hoy se llama Tierra de Campos».
El Padre Isla, en su célebre Fray Gerundio de Campazas, dice de esta villa que «su situación es en la provincia de Campos». Precisa que por la zona de Campazas comienza la punta occidental de la comarca. En nuestros tiempos, los límites occidentales se suelen establecer en el río Cea y no en el Esla. Algo similar ocurre con Valencia de Don Juan, la antigua Coyanza, apellidada anteriormente de León o de Campos.
En el siglo XVIII, Antonio Ponz extiende inmoderadamente los límites comarcales hacia el sur, cuando incluye la villa de Tordesillas en su extremo meridional.
Como se ve, existe en tiempos pretéritos una confusión habitual de límites. Además, el primitivo nombre de la comarca comprendía una zona mucho más extensa que la que posteriormente se ha significado con él.
No obstante, otros escritores algo más modernos, influidos por criterios oficiales y estadísticos, circunscriben los límites comarcales a la demarcación política y administrativa previa a 1833, según la cual, la Tierra de Campos comprendía 34 villas o municipios, de los cuales 29 pertenecían a la provincia de Palencia y los cinco restantes a la de Valladolid. Esta demarcación reducía la Tierra de Campos a una estrecha franja entre los ríos Sequillo y Carrión, y fue seguida por Madoz en su famoso diccionario geográfico y por una serie de diccionarios y enciclopedias posteriores influenciadas por este primero.

### Límites según Justo González Garrido

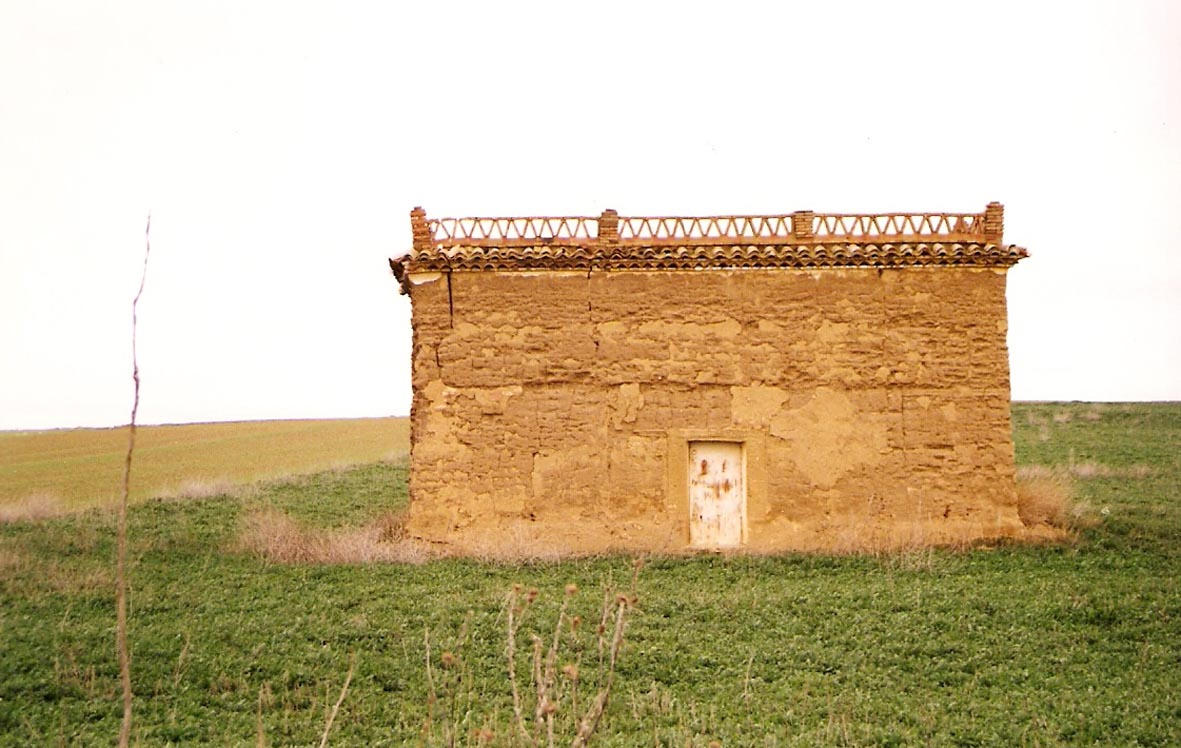
Palomar en San Román de la Cuba

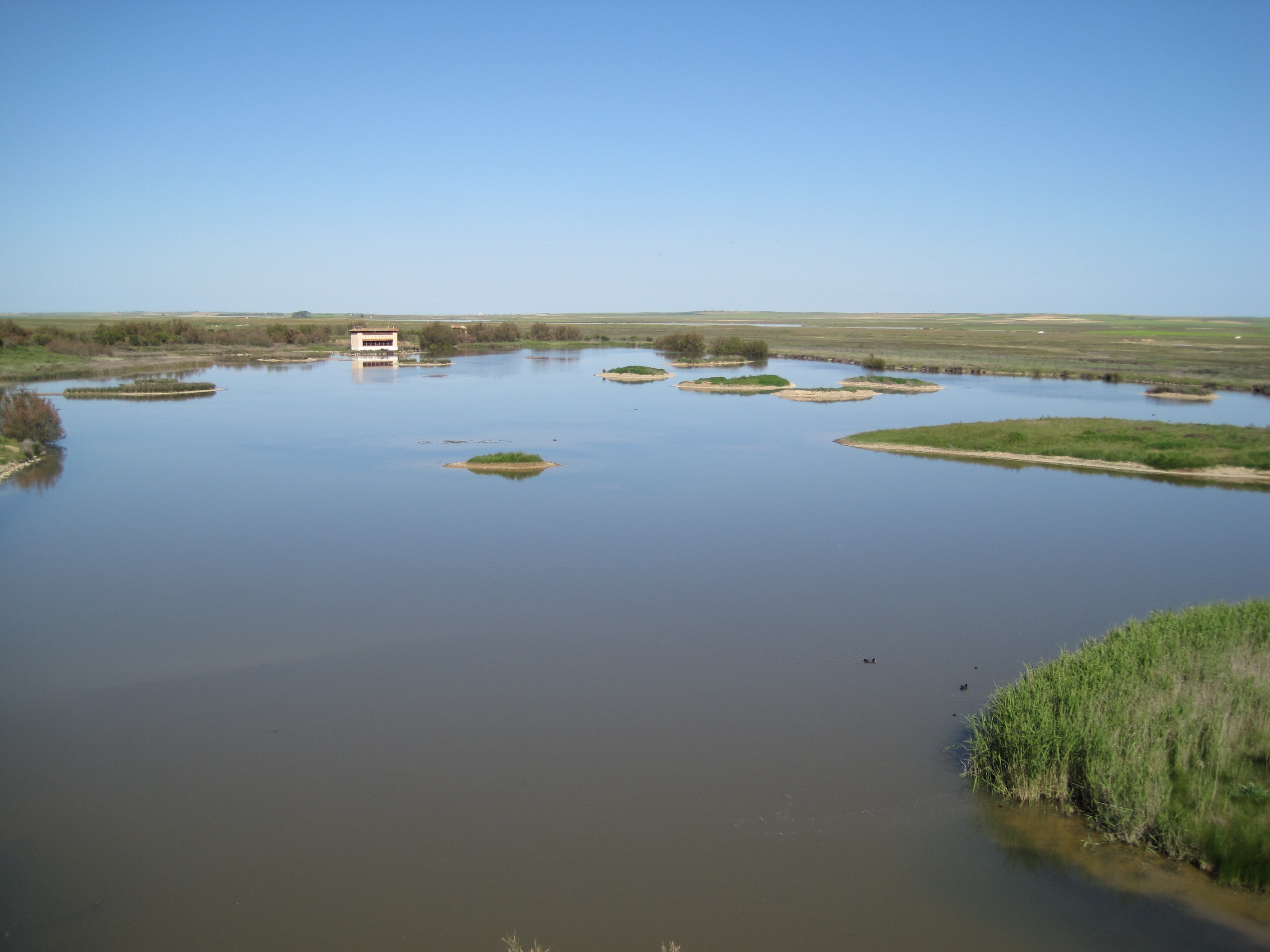
Lagunas de Villafáfila

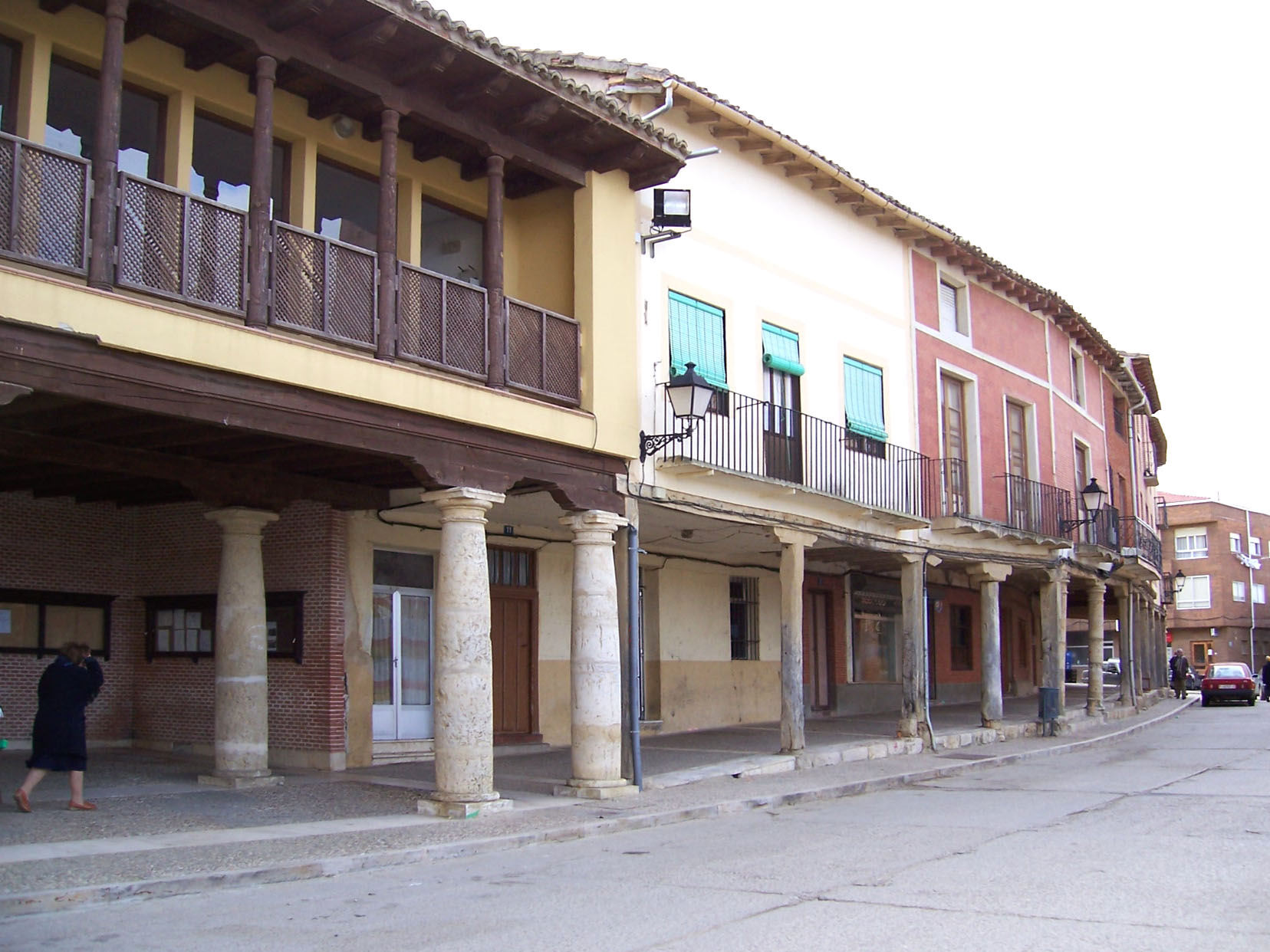
Soportales tradicionales en una calle de Becerril de Campos

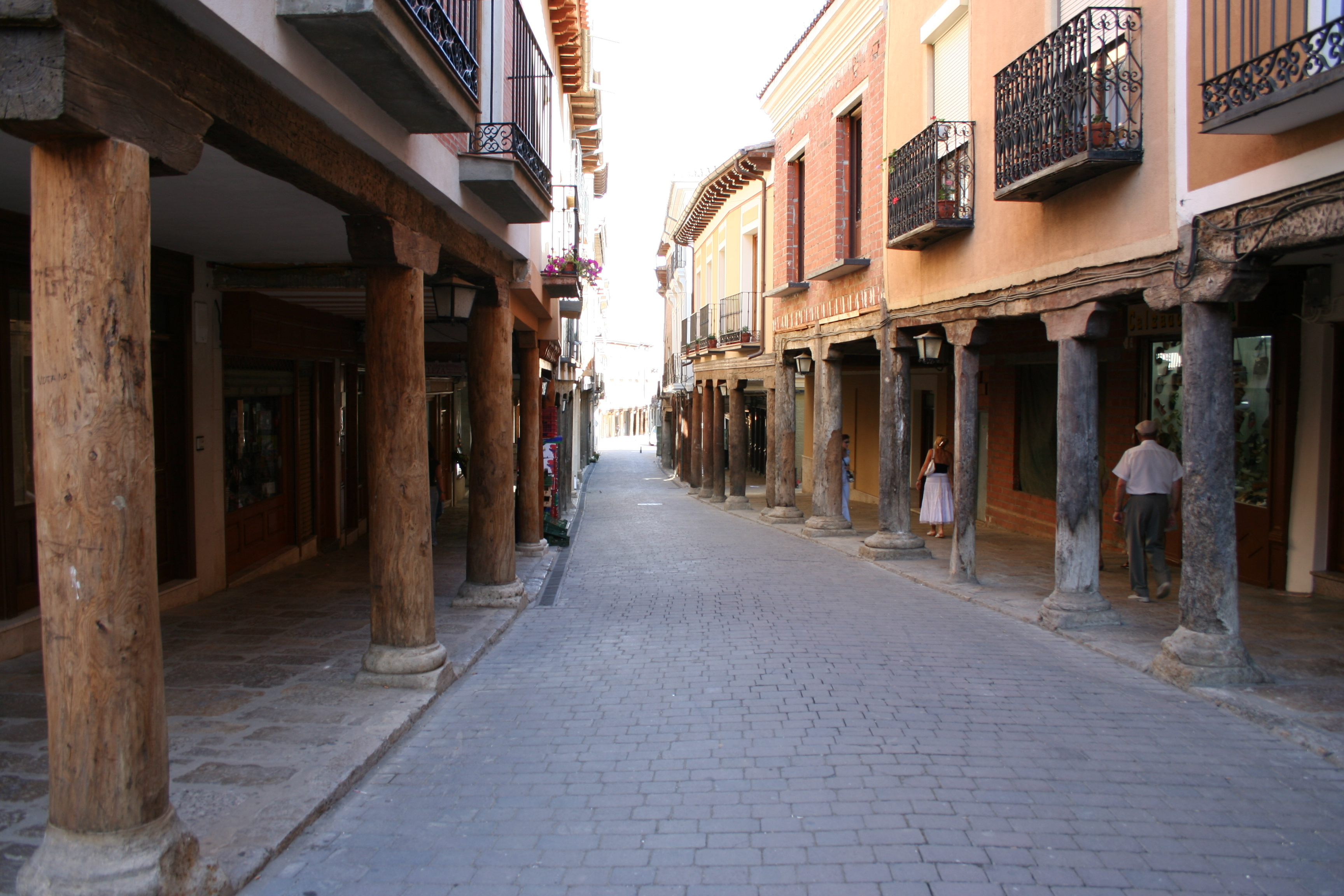
Soportales tradicionales de una calle de Medina de Rioseco

Una de las delimitaciones más precisas y detalladas de la comarca que se han realizado fue obra del abogado, periodista y escritor riosecano Justo González Garrido, en su ensayo La Tierra de Campos. Región Natural (1941). En ella indica que el punto más noroccidental de la comarca se alcanza en la conjunción de las actuales provincias de León, Palencia y Valladolid, comprendiendo en su interior el término de Grajal de Campos. El límite septentrional, al atravesar el río Sequillo, marca una suave inflexión descendente por Villemar y Villalcón, cruza el río Valdeginate y baja a Abastas, siguiendo después horizontalmente entre Villanueva del Rebollar y Cardeñosa de Volpejera, hasta encontrar la orilla derecha del río Carrión en el término de Villoldo. Quedarían, pues, fuera de la comarca terracampina los pueblos que llevan el apellido de la Cueza y la localidad de Bustillo del Páramo.
La fresca vega del Carrión marca la divisoria desde Villoldo a Carrión de los Condes. La línea divisoria que asciende todavía unos kilómetros por los términos de Villaherreros, Fuente-Andrino y Osorno constituye el límite septentrional de la comarca, tanto para el mencionado González Garrido como para Antonio Ponz. Pese a todo, por encima de esta línea divisoria quedan pueblos con el apellido de Campos, como Bárcena de Campos. Al norte el terreno verdea algo en verano y los valles y llanos son más jugosos. El terreno se encrespa un poco, y en las lindes de las tierras de cultivo aparecen frecuentemente los arbustos y matas leñosas que las sombrean de verde. La interrupción vegetativa estival desaparece.
Osorno marca el inicio de la frontera oriental, que baja hasta Osornillo, a orillas del Pisuerga. Este río marca el límite hasta Itero de la Vega y Melgar de Yuso. Al lado opuesto, las tierras de Castrojeriz inician otra planicie más alta y fría. Entre el río Pisuerga y el Canal de Castilla, por los términos de Las Cabañas de Castilla, Marcilla de Campos y Requena de Campos, las tierras son más frescas y sueltas que las duras arcillas del resto de la comarca.
Más abajo está Támara de Campos, desde donde la divisoria se contrae, huyendo de alcores y páramos, para encontrar el término de Amusco, a orillas del Ucieza, pequeño río bien encauzado, que poco después entrega su caudal en Monzón de Campos. No lejos, sobre un altozano, se alza Fuentes de Valdepero. Hacia oriente se extiende la alineación ininterrumpida de cuestas margosas que coronan los páramos del Cerrato, comarca más accidentada y caliza. Del otro lado, Husillos, al borde del Carrión, en un paisaje de inusitada frondosidad y frescura en comparación con la aridez y sequedad propias de la comarca. Cerca de Palencia se divisan, disecados por la erosión sobre el llano, dos cónicos cerros testigo. El más famoso de ellos es el del Otero. Palencia, la ciudad más populosa de Tierra de Campos, se encuentra al margen, en un extremo, rodeada de huertas que se aprovechan de las acequias de riego del canal de Castilla. Al este, entre el Pisuerga y el Esgueva, se halla el Cerrato. Del lado de Poniente, el extremo norte de los montes Torozos, una altiplanicie menos desolada.
Saliendo de Palencia, después de cruzar el canal de Castilla a un kilómetro de la ciudad, parece seguir un corto trayecto por la N-610, entre las faldas de los montes y la laguna de la Nava, en el término de Villamartín de Campos, y dirigirse después al suroeste por bajo de Autilla del Pino, hacia Torremormojón, al pie de la colina donde se yerguen los restos de su castillo. Quedan atrás, sobre un altozano, los del de Paradilla de Alcor. En pie, se conservan los de Ampudia y Montealegre de Campos, en la cadena de los Alcores, que junto al desaparecido de Valdenebro de los Valles marcaban claramente la línea de defensa de estas tierras otrora fronterizas entre los reinos de León y Castilla. Las últimas tierras trigueras de la campiña son las de Villerías de Campos y Palacios de Campos, ya que en las proximidades de Medina de Rioseco aparecen tímidamente algunos viñedos y arboledas.
Aquí, la línea sinuosa de los páramos que marcan el confín de Campos «dibuja una marcada flexión, describiendo en las cuestas que se alzan al sur y en el gran cerro testigo al este de la localidad amplios senos surcados por vivas barrancadas y galaches labrados en los flancos marfosos por la acción erosiva de las lluvias, sin que llegue a encubrirlas en pare una rala y enteca vegetación.» Los Montes Torozos suponen en esta parte el confín meridional de la comarca, quedando dentro de ella la baja llanura de los términos de Villabrágima, Tordehumos y Villagarcía de Campos. Más allá de Villagarcía, las arcillas van perdiendo dureza y compacidad, mientras adquieren un tono rojizo y una composición más suelta y arenosa. Mucho más al sur comienza la comarca de Toro.
Por los términos de Villanueva de los Caballeros y San Pedro de Latarce reaparecen algunas suaves lomas pobladas de robles y encinas, ya en el confín de la provincia de Zamora. Sigue la línea el curso del Sequillo por Belver de los Montes, recostado en la ladera de unos cerros, y a poco, cerca de Castronuevo, el río confluye con el río Valderaduey. La Tierra de Campos se encuentra allí con otra comarca natural muy similar, también dedicada casi en exclusiva a la producción de cereal: la Tierra del Pan. Más arriba, formando un extremo, la Lampreana, en el valle del Salado, llanura pantanosa de sales alcalinas. En invierno inunda gran parte de los términos de Revellinos de Campos, Tapioles, Villafáfila y Otero de Sariegos, dejando al descubierto en verano las arcillas salíferas que forman su suelo.
Remontando el curso del río Valderaduey se advierten los restos discontinuos de un manchón diluvial en una faja de dos kilómetros de ancho que se acentúa por San Martín de Valderaduey y Villárdiga, hasta Villalpando, reapareciendo después más al norte y hacia oriente, como un "enclave" geológico: el Raso de Villalpando. Por encima de Villalpando, los mantos pliocenos y cuaternarios se ensanchan, cubriendo los términos de Villamayor de Campos, Villar de Fallaves, Castroverde de Campos, Cerecinos de Campos y Villanueva del Campo. Los contornos de la región en esta zona se muestran desdibujados y algo imprecisos, si bien los pueblos mencionados anteriormente se incluyen desde tiempos antiquísimos en la comarca por motivos de identificación con los caracteres regionales.
De Fuentes de Ropel y Roales de Campos, la línea se acerca al río Cea, casi es su confluencia con el Esla, internándose de nuevo por la provincia de Valladolid por Valdunquillo y La Unión de Campos hacia Castrobol. Allí sigue el curso fluvial del Cea hacia el norte. En la parte oriental del río, se sitúan las tierras secas y áridas de Campos. Al oeste, vegas frondosas y bajas. Mayorga, Saelices de Mayorga, Monasterio de Vega, Melgar de Abajo y Melgar de Arriba son pueblos ribereños pertenecientes a la demarcación terracampina.

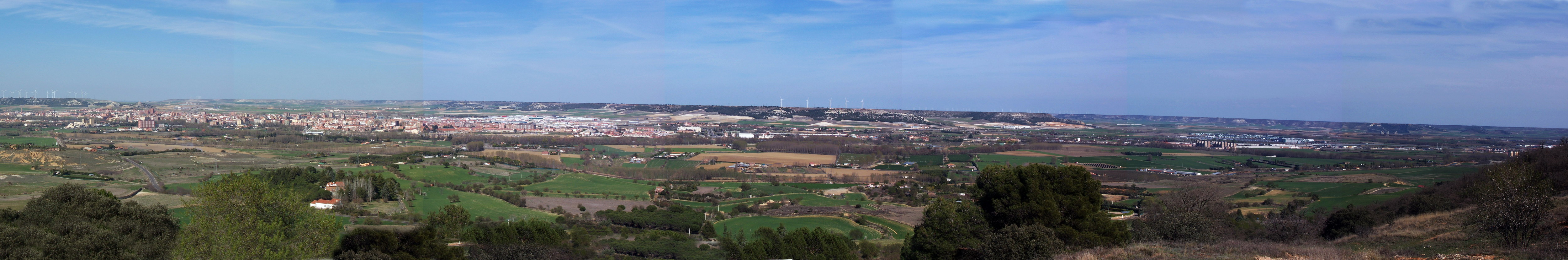
Panorámica de Palencia

### Clima

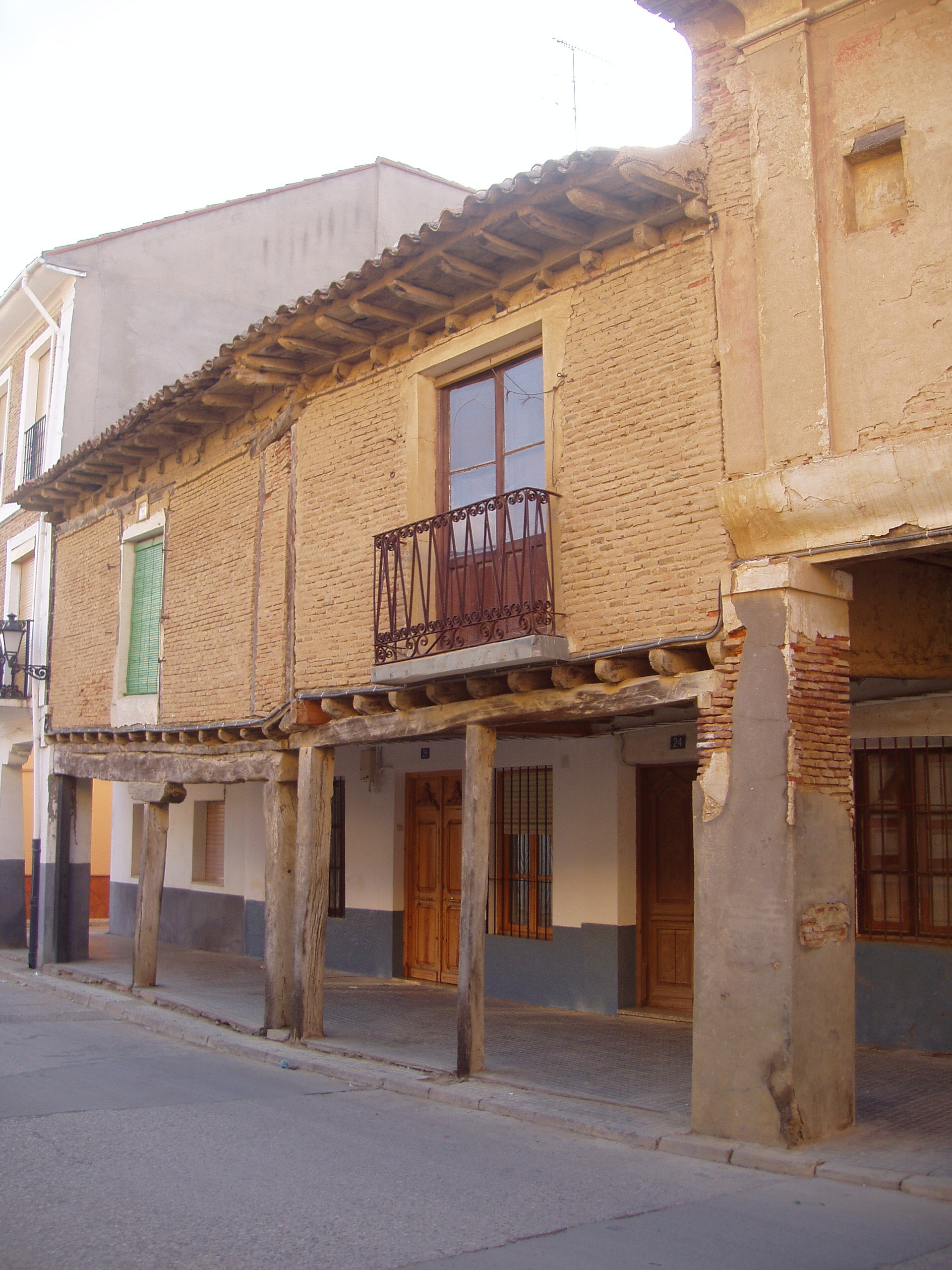
Calle de Villalón de Campos

Su clima es característico del clima mediterráneo de interior, de primaveras y otoños frescos y húmedos, veranos secos, cortos, con calor diurno y noches frescas, siendo en cambio el invierno bastante largo, frío y algo húmedo. El clima es seco en las zonas más bajas y occidentales (Zamora) y tiende a semihúmedo cuanto más al este (Palencia). Lo que diferencia a esta comarca y le da nombre es la composición de sus suelos, en su inmensa mayoría arcillosos.

### Fauna
La llanura cerealista de esta comarca acoge la mayor concentración de avutardas a nivel mundial. Destacan los numerosos proyectos de protección a esta especie. Los humedales de la Laguna de la Nava de Fuentes (Palencia) son una encrucijada clave en la migración de las aves. Son importantes también las Lagunas de Villafáfila (Zamora). Especies cinegéticas como la liebre y la perdiz roja son muy abundantes y apreciadas. En los últimos años se ha constatado una recuperación del lobo ibérico que también pasea por esta comarca.

### Municipios
Tierra de Campos está formada por municipios de cuatro provincias:

#### En Palencia

Extensión de la Tierra de Campos en la provincia de Palencia

La Tierra de Campos palentina se compone de estos municipios, Abarca de Campos, Abia de las Torres, Amayuelas de Arriba, Ampudia, Amusco, Arconada, Autilla del Pino, Autillo de Campos, Baquerín de Campos, Becerril de Campos, Belmonte de Campos, Boada de Campos, Boadilla de Rioseco, Boadilla del Camino, Bárcena de Campos, Calzada de los Molinos, Capillas, Cardeñosa de Volpejera, Carrión de los Condes, Castil de Vela, Castrillo de Villavega, Castromocho, Cervatos de la Cueza, Cisneros, Frechilla, Frómista, Fuentes de Nava, Fuentes de Valdepero, Grijota, Guaza de Campos, Husillos, Itero de la Vega, Lantadilla, Lomas de Campos, Manquillos, Marcilla de Campos, Mazariegos, Mazuecos de Valdeginate, Meneses de Campos, Monzón de Campos, Moratinos, Nogal de las Huertas, Osornillo, Osorno, Palencia, Paredes de Nava, Pedraza de Campos, Perales, Piña de Campos, Población de Arroyo, Población de Campos, Pozo de Urama, Requena de Campos, Revenga de Campos, Ribas de Campos, Riberos de la Cueza, San Cebrián de Campos, San Mamés de Campos, San Román de la Cuba, Santa Cecilia del Alcor, Santoyo, Torremormojón, Támara de Campos, Valde-Ucieza, Valle del Retortillo, Villacidaler, Villada, Villaherreros, Villalcázar de Sirga, Villalcón, Villalobón, Villamartín de Campos, Villamoronta, Villamuera de la Cueza, Villanueva del Rebollar, Villarmentero de Campos, Villarramiel, Villasarracino, Villaturde, Villaumbrales, Villerías de Campos, Villoldo y Villovieco. Los municipios más significativos son:
- Palencia: Considerada por su importancia y patrimonio como la capital de la Tierra de Campos es, con diferencia, la ciudad más grande y la más cosmopolita. Su Semana Santa es de interés turístico internacional y otras dos fiestas poseen el regional. En Palencia se concentran seis monumentos nacionales. Destaca entre ellos la Catedral de San Antolín, una de las más grandes y valiosas de España y la única del país con una cripta visigoda (del siglo VII) lo que atestigua su posición entre las diócesis más antiguas de la península. Posee interesantes iglesias románicas, góticas y renacentistas y museos de gran importancia artística como el Diocesano (con obras de Berruguete), el Catedralicio (posee obras del Greco, Alejo de Vahía, Gregorio Fernández etc) o el Arqueológico. Las riberas del Carrión con sus extensos parques (que convierten a Palencia en una de las primeras ciudades por superficie ajardinada por habitante de España) o sus centenarios puentes. Dominando la ciudad desde un cerro al norte destaca el monumento al Sagrado Corazón de Jesús: el Cristo del Otero de Victorio Macho, una de las esculturas de Cristo más grandes del mundo.
- Paredes de Nava: Patria de grandes figuras de las artes como Pedro Berruguete, Alonso Berruguete, Inocencio Berruguete, Felipe Berrojo, y de la literatura como Jorge Manrique, todos ellos germen de lo que luego fuera el siglo de oro de las artes y las letras de España, visible en el extraordinario museo parroquial de Santa Eulalia. Además de la iglesia de Santa Eulalia de dimensiones Catedralicias, Paredes de Nava cuenta con las iglesias de San Martín (donde se encuentra el centro de interpretación de Tierra de Campos y se puede subir a su torre mudéjar desde donde se divisa la inmensidad de Tierra de Campos), Santa María, San Juan, convento de las Brígidas, Antiguo Monasterio de San Francisco donde hoy se encuentra el Ayuntamiento en torno al Claustro, El Hospital de San Marcos, hoy convertido en residencia de ancianos, ermita de la Vera Cruz de donde parten Procesiones de Semana Santa, ermita de la Virgen del Carmen patrona de los Pastores, ermita de la Virgen de Carejas patrona del Pueblo, ermita de Jesús Nazareno, ermita y casas en el Canal de Castilla, edificio de la Tercia, el pósito Pío, y un importante número de Casas Señoriales repartidas por su extenso casco histórico.
- Becerril de Campos: pueblo que contó con un buen número de iglesias y el mayor número de clérigos de la provincia destacando el museo parroquial de Santa María, y la de Santa Eugenia. Torre mudéjar de San Martín, Ruinas de San Pedro donde se conserva portada Románica, Ruinas de San Miguel y ermita del Cristo de San Felices.
- Mazariegos: localidad y municipio de la comarca cuenta con monumentos como palomares estación de ferrocarril (secundarios en Castilla) en ruinas. Iglesia de la Asunción y un mirador importante, el Mirador de Campos.
- Fuentes de Nava: iglesias de San Pedro, de esbelta torre y con pintura de Alonso Berruguete ; y Santa María, con su artesonado mudéjar.
- Villada: cuenta con un extenso caserío donde destacan sus dos iglesias parroquiales.
- Cisneros: iglesia de San Facundo y Primitivo, que atesora uno de los mejores artesonados de Castilla y León; iglesia de San Pedro, que recoge el museo parroquial con un muy interesante retablo de los discípulos de Berruguete.
- Autilla del Pino: cuenta con el mirador de tierra de campos, desde el cual se puede divisar gran parte de este paisaje, también cuenta entre otras cosas con la iglesia parroquial de Autilla del pino, está dedicada a la Asunción. Data del siglo XVI al igual que su ermita de las Angustias.
- Ampudia: conjunto histórico-artístico de gran belleza por sus soportales de pies de madera y un sinfín de monumentos entre los que destaca el castillo y la colegiata de San Miguel. Destacan municipios cercanos como Meneses de Campos o Villerías de Campos.
- Carrión de los Condes: ciudad histórica con importantes monumentos que van desde el románico al barroco; destacan Santa María, Santiago, San Andrés, San Zoilo, San Julián y el convento de Clarisas.
- Frómista: iglesias de Santa María del Castillo, San Pedro y sobre todo San Martín, considerada obra cumbre del románico.
- Villalcázar de Sirga: imponente iglesia de Santa María, templo-fortaleza construido por la Orden del Temple a finales del siglo XII. Los Municipios de Santoyo y Támara de Campos, próximos a Frómista y al Camino de Santiago poseen templos de enorme interés arquitectónico y artístico.

#### En Valladolid

Parte de la Tierra de Campos, en morado, en la provincia de Valladolid

La Tierra de Campos vallisoletana está formada por Aguilar de Campos, Barcial de la Loma, Becilla de Valderaduey, Berrueces, Bolaños de Campos, Bustillo de Chaves, Cabezón de Valderaduey, Cabreros del Monte, Castrobol, Castroponce de Valderaduey, Ceinos de Campos, Cuenca de Campos, Fontihoyuelo, Gatón de Campos, Gordaliza de la Loma, Herrín de Campos, La Unión de Campos, Mayorga, Medina de Rioseco, Melgar de Abajo, Melgar de Arriba, Monasterio de Vega, Montealegre de Campos, Moral de la Reina, Morales de Campos, Palazuelo de Vedija, Pozuelo de la Orden, Quintanilla del Molar, Roales de Campos, Saelices de Mayorga, San Pedro de Latarce, Santa Eufemia del Arroyo, Santervás de Campos, Tamariz de Campos, Tordehumos, Urones de Castroponce, Valdunquillo, Valverde de Campos, Vega de Ruiponce, Villabaruz de Campos, Villabrágima, Villacarralón, Villacid de Campos, Villafrades de Campos, Villafrechós, Villagarcía de Campos, Villagómez la Nueva, Villalán de Campos y Villalba de la Loma, Villalón de Campos, Villamuriel de Campos, Villanueva de la Condesa, Villanueva de los Caballeros, Villanueva de San Mancio, Villardefrades, Villavicencio de los Caballeros. De todas ellas destaca:
- Medina de Rioseco, la ciudad de los Almirantes, destaca por su dilatada historia, especialmente por su vinculación con el Almirantazgo de Castilla y con el linaje nobiliario de los Enríquez. Su casco histórico ha sido declarado conjunto histórico artístico, atesorando en él un enorme patrimonio artístico. Dentro del mismo destaca la presencia de las iglesias de Santa María de Mediavilla, Santa Cruz, Santiago y San Francisco o la muralla. También conserva buenas muestras de la arquitectura urbana, como es el caso de la Rúa Mayor y sus emblemáticos soportales. Además cuenta con dos museos, el de Semana Santa y el de San Francisco, y su Semana Santa fue declarada de Interés Turístico Internacional por su antigüedad, tradición y riqueza patrimonial.
- Villalón de Campos por la belleza por su arquitectura popular, en la que llaman la atención sus calles porticadas. En ella destaca la presencia de un extenso patrimonio artístico formado por el rollo de justicia -de estilo gótico isabelino- situado en la plaza Mayor, las dos iglesias y la ermita de la Virgen de Fuentes, patrona de la localidad. Esta localidad es especialmente conocida por la elaboración de un tipo de queso al que le ha dado su nombre, el queso de Villalón.
- Mayorga por ser una de las localidades con mayor patrimonio histórico conservado. De su casco urbano destaca la presencia de su Ayuntamiento, la casa de Cachón -antiguo Palacio de los Pimentel-, la torre de El Salvador, la casa barroca del conde Catres, el convento de San Pedro Mártir, la casa barroca de los Calderones, el arco de la muralla, el rollo gótico de justicia del siglo XVI, la casa de los Capellanes de Arbas, la iglesia de Santa María de Arbas, la ermita de Santo Toribio de 1733 en estilo neorrománico y la iglesia de San Juan (siglo XV).
- Aguilar de Campos tiene importancia por la presencia de la iglesia de San Andrés, de estilo gótico-mudéjar y declarada Bien de Interés Cultural en 1979; así como un rollo jurisdiccional del siglo XVI.
- Bolaños de Campos también cuenta con un rollo jurisdiccional, del siglo XV. La iglesia de Santa María, también del XVI, destaca por una balaustrada renacentista para el coro, realizada en madera.

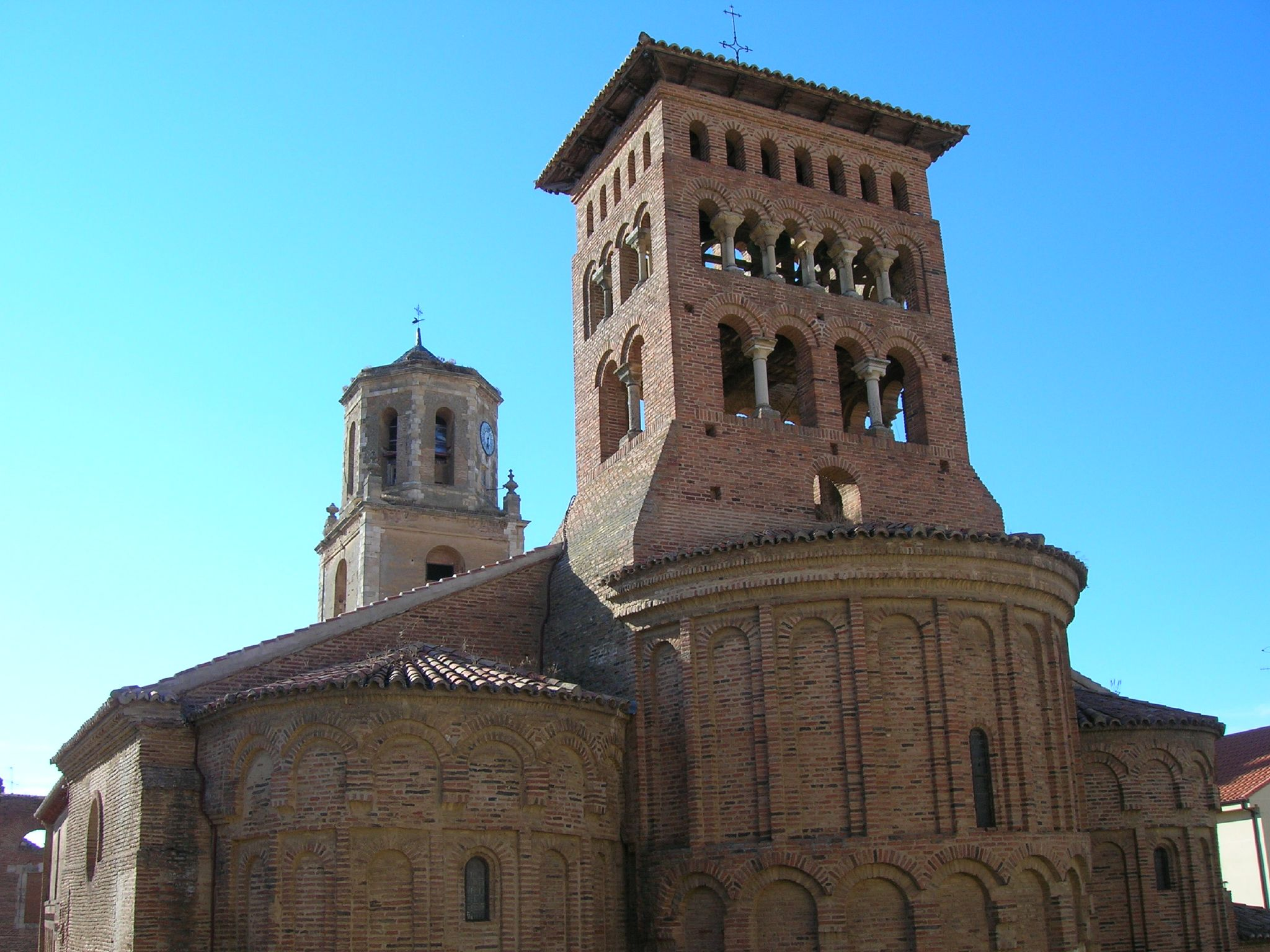
Iglesia de San Tirso, Sahagún

- Cuenca de Campos, además de contar con un bello y tradicional conjunto de soportales en la plaza Mayor, destaca por la presencia de edificios religiosos. La iglesia de Santa María del Castillo, del siglo XV y estilo gótico-mudéjar pero con portada barroca, es de titularidad privada. La iglesia de los Santos Justo y Pastor data del siglo XVI y su estilo es mudéjar. Está catalogada como Bien de Interés Cultural. Cuenta con un artesonado gótico y frescos del siglo XVII en la sacristía. Las esculturas que adornaban las varias iglesias que existieron en Cuenca en el pasado fueron recogidas en este templo, fundándose en él un Museo de Arte Sacro con más de 80 piezas. Una ermita dedicada a San Bernardino de Siena, del siglo XV y estilo mudéjar, así como los restos del monasterio de las Claras de San Bernardino, completan la oferta
- Herrín de Campos cuenta con una iglesia parroquial dedicada al Salvador que destaca por la gran altura de sus tres naves. En el interior, hasta siete retablos barrocos de los siglos XVII y XVIII adornan las paredes, entre los que destaca el retablo mayor del siglo XVIII, que llama la atención por su gran envergadura y sus detalles. Se conserva en el templo, además, un cristo del siglo XIII, una custodia salmantina del siglo XVIII y un órgano de finales del mismo siglo y estilo barroco, construido por un maestro organero dominico en Valladolid. Resulta interesante el conjunto de bodegas que jalonan un montículo solitario situado al lado del pueblo, en el que existe un mirador a disposición de los visitantes en el que se puede observar la presencia de avifauna en la vega del río Sequillo.

#### En Zamora

Municipios de la comarca de Tierra de Campos en la provincia de Zamora

La comarca de Tierra de Campos de la provincia Zamora, también conocida como comarca de Villalpando, está formada por los municipios de Belver de los Montes, Castronuevo de los Arcos, Castroverde de Campos, Cañizo de Campos, Cerecinos de Campos, Cotanes del Monte, Granja de Moreruela, Prado, Quintanilla del Monte, Quintanilla del Olmo, Revellinos, San Agustín del Pozo, San Esteban del Molar, San Martín de Valderaduey, San Miguel del Valle, Tapioles, Valdescorriel, Vega de Villalobos, Vidayanes, Villafáfila, Villalba de la Lampreana, Villalobos, Villalpando, Villamayor de Campos, Villanueva del Campo, Villar de Fallaves, Villárdiga y Villarrín de Campos.

#### En León

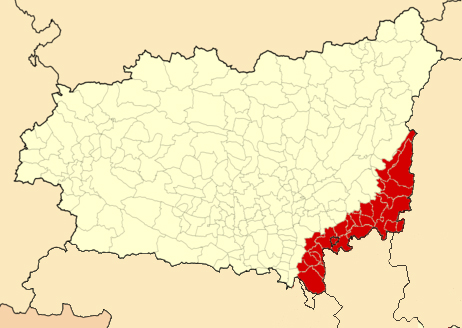
Comarca de la Tierra de Campos en la provincia de León

La Tierra de Campos leonesa está conformada por la gran mayoría de los municipios de la comarca de Sahagún, y por la mitad de los municipios de la comarca Esla-Campos. Lo forman los municipios de Almanza, Bercianos del Real Camino, El Burgo Ranero, Calzada del Coto, Campazas, Castilfalé, Castrotierra de Valmadrigal, Cea, Escobar de Campos, Fuentes de Carbajal, Gordaliza del Pino, Gordoncillo, Grajal de Campos, Izagre, Joarilla de las Matas, Matanza de los Oteros, Sahagún, Valderas, Valdemora, Vallecillo, Valverde-Enrique, Villabraz, Villamol, Villazanzo de Valderaduey.
Destacan Valderas, conjunto histórico-artístico, bien de interés cultural, con castillos, palacios, tres iglesias, una antigua judería y privilegios reales, y Grajal de Campos, conjunto histórico-artístico, con castillo, palacio e iglesias. Y muy cerca, aunque ya en el borde de la comarca, la ciudad de Sahagún, con una buena muestra de románico.

## Historia

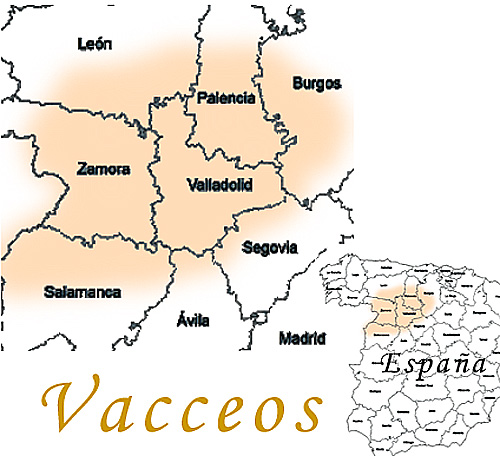
Territorio de los Vacceos en España

Sus primeros habitantes históricos fueron los vacceos, gentes que practicaban una agricultura de tipo colectivista y ganadería trashumante. En aquella época la comarca ya era definida por las crónicas como una región "libre y descubierta" y "un país abierto, de trigales, tierra desarbolada". Fue ocupada militarmente por los romanos, y más tarde por los visigodos como feudatarios de Roma, adquiriendo entonces la denominación de Campos Góticos (Campi Gothorum). «Agradó tanto la región de los vacceos a los godos cuando vinieron a España y la señorearon —dice el Arcediano del Alcor— que hicieron en ella gran parte de su asiento y la llamaron «Campi gothorum»; mas quedole después el nombre de Campos». Los pueblos que ocupaban el ámbito geográfico de la Tierra de Campos se sublevaron durante el reinado de Leovigildo, pero dicha rebelión fue pronto sofocada con consecuencias devastadoras para la región.

### Reconquista y repoblación
En la época de la conquista musulmana, durante los siglos VIII y IX, pasó a ser una zona fronteriza, semidespoblada; sus habitantes, que nunca la abandonaron totalmente puesto que siempre hubo un contingente de bucelarios, buscaban refugio durante las épocas de peligro en las zonas montañosas próximas. Aquello que no había sucumbido completamente durante la conquista musulmana era devastado y arruinado con las razias de los cristianos, siendo especialmente notables las campañas de Alfonso I, quien se llevó consigo a los mozárabes para repoblar el territorio asturiano. Durante dicha época, la Tierra de Campos formaba un amplio desierto estratégico.
A mediados del siglo IX comenzó a ser poblada más intensamente por los monarcas asturleoneses con repoblaciones de gentes del norte y de algunos mozárabes, gentes refugiadas procedentes de territorios dominados por los musulmanes. Estas repoblaciones se iniciaron con el monarca Ordoño I y avanzaron considerablemente durante el reinado de su hijo Alfonso III.

### Entre León y Castilla
Frontera entre León y Castilla, Tierra de Campos fue escenario de guerras y disputas entre ambos reinos. Aparece citada como leonesa en el tratado de Tordehumos de 1194.
Una temprana referencia a Tierra de Campos aparece en las crónicas de Alfonso X el Sabio.
En tiempos medievales y renacentistas y debido a que sus suelos arcillosos eran muy aptos para el cultivo de los cereales, se produjo un periodo de esplendor y de esta época datan los monumentos que se pueden ver en algunos de sus pueblos más importantes.

### Historia contemporánea
En referencia a su historia contemporánea hay que destacar la pérdida de peso económico de la comarca en relación con el conjunto de Castilla y de León y con España. Fruto de ello fueron los conflictos sociales protagonizados por los jornaleros agrícolas a principios del siglo XX, conflictos que se revelaron de gran importancia en los años 1903-1904 fruto de la implantación de la ideología socialista en las nacientes sociedades obreras que se crearon en distintos pueblos de la comarca. Las campañas de los campesinos terracampinos en favor del establecimiento de aranceles a la importación de trigos extranjeros es otra de las características de esta etapa.
En los años 60 y 70, con la llegada de la mecanización y el abonado mineral para los cereales, su importancia económica fue mermando de forma continua. Ello, junto a la consiguiente dificultad de encontrar empleo en la comarca, produjo una fuerte emigración de la población joven hacia ciudades como Valladolid y hacia otras zonas industriales, principalmente País Vasco, Madrid y Barcelona, lo que hizo disminuir en número su población.
En los últimos años del siglo XX y en los primeros del siglo XXI se han realizado iniciativas de cara a la dinamización económica de la comarca, destacando las tentativas de extensión del regadío, la puesta en valor del patrimonio histórico-artístico o la apuesta por el turismo rural.

## Demografía
Los municipios de esta comarca tienen por lo general entre 100 y 500 habitantes, cuyo gentilicio es terracampino o campesino.

## Economía

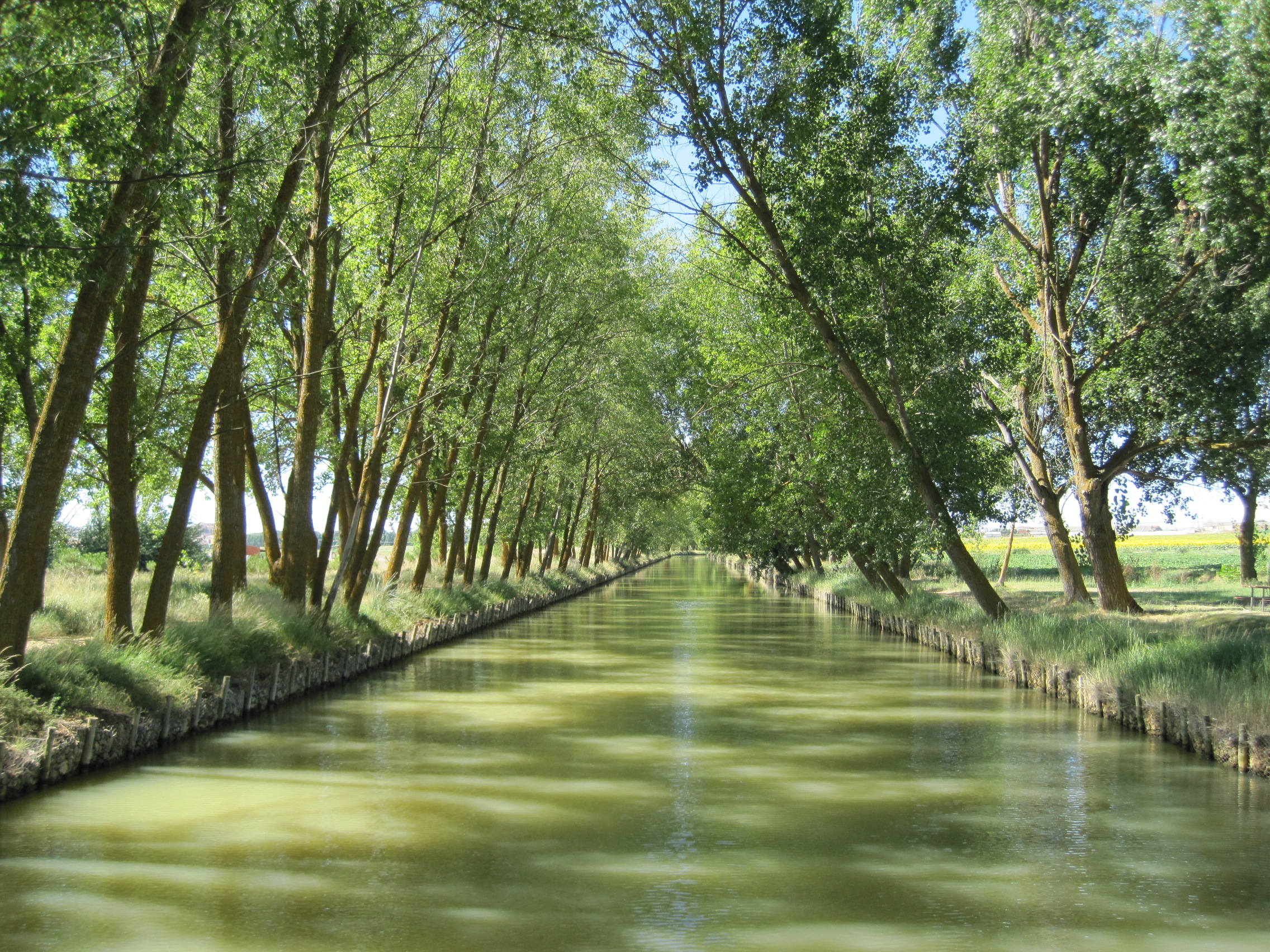
El Canal de Castilla en la población vallisoletana de Medina de Rioseco

Tierra de Campos ocupa la zona centro-oeste de la comunidad. Se considera que, aproximadamente los límites son, el río Esla por todo el oeste, el interfluvio Esla-Cea al noroeste, las primeras estribaciones de las montañas cantábricas al norte, incluyendo las cabeceras de los ríos Cea y Valderaduey, el curso medio y bajo del río Pisuerga al este y la Vega del río Duero cerrando la comarca por el sur. Por tanto se trata de un territorio llano, deforestado, donde predominan cultivos de cereal, salpicado de grandes pueblos con altas iglesias, castillos y algunos viejos palomares. Hoy y durante siglos, su economía se basa en la agricultura y la ganadería. Las producciones obtenidas son cereales, principalmente trigo, cebada y avena. Es famoso el vino de la comarca de Los Oteros y de la zona de Valderas, ambas al sureste de la provincia de León (Esla-Campos), ya que en el resto de la comarca se han ido perdiendo los viñedos tradicionales. Las leguminosas, donde destaca la lenteja pardina, también conocida como lenteja franciscana, con Indicación Geográfica Protegida. El ganado ovino, principalmente de leche, siendo la raza churra un referente en esta comarca, aunque su baja productividad, con relación a otras razas más selectas, la están haciendo desaparecer.
Existió una amplia industria harinera ubicada en las márgenes del Canal de Castilla, nutriéndose de su energía hidráulica, de la que hoy apenas quedan los restos de algunos edificios.
El Canal de Castilla concentra la mayoría de la superficie regable de la comarca, siendo un motor económico, que se está transformando en un recurso turístico, junto con el Camino de Santiago.
El lechazo churro y el pichón de Tierra de Campos son una muestra de los mejores productos de su gastronomía.

## Cultura
La arquitectura artesanal y tradicional de estas tierras está basada en el adobe, o ladrillo de barro con paja, cocido al sol. Son famosos y característicos sus palomares, muy abundantes en Tierra de Campos, así como sus castillos, siendo también característica común a muchos de sus municipios la existencia de plazas asoportaladas.
Cabe destacar también la arquitectura popular desarrollada con las bodegas labradas bajo tierra. Dichas bodegas se esculpían de forma manual durante años, sobre todo en las épocas de poco trabajo en el campo, empezando por la parte superior, donde se encuentran las cerceras, hasta acabar por la parte alejada donde se encuentra la entrada principal. En dichas edificaciones se almacenaba todo tipo de víveres y suministros ya que la temperatura permanece estable durante todo el año en torno a 10-12 °C. Pero, sobre todo, son usadas para la elaboración del vino familiar, que muchas veces se vendía a cooperativas de la zona. Hoy en día siguen usándose para la elaboración de vino aunque, sobre todo, como punto de encuentro para meriendas y reuniones. Las bodegas se suelen encontrar por barrios y no de forma aislada, llegando a encontrarse barrios de bodegas de decenas de ellas.
La comarca está atravesada por el Camino de Santiago en las provincias de Palencia y de León, entre los municipios de Itero de la Vega y Santas Martas, concretamente en la localidad de Reliegos de las Matas. La Ruta Jacobea en Tierra de Campos es un camino de enorme interés, tanto por la belleza del mismo como por los lugares que atraviesa, y ofrece dentro de este itinerario una muestra exquisita de templos. El cruce del Camino con el Canal de Castilla da lugar a entornos de una belleza y encanto inconfundibles.

## Ensayos, escritos y literatura sobre Tierra de Campos
Aunque hay numerosas obras y escritos sobre Campos se pueden destacar los siguientes:
- 1897 - Ricardo Macías Picavea - La tierra de campos (novela).[11]
- 1941 - Justo González Garrido - La Tierra de Campos. Región natural (ensayo), reedición Ámbito, 1993. ISBN 84-86770-84-X.
- 1969 - Jesús Torbado Tierra mal bautizada. Un viaje por Tierra de Campos, (libro de viajes)
- 1984 - José Jiménez Lozano (texto) - Miguel Martín, fotografías, diseño gráfico y maquetación, Guía espiritual de Castilla, Ámbito.[12]
- 2010 - José Ángel Redondo Cardeñoso, 1904: rebelión en la Tierra de Campos, Espacio, tiempo y forma. Serie V, Historia contemporánea, ISSN 1130-0124, N.º 22, 2010, págs. 377-396
- 2021 - Jorge Praga (texto) - Manuel Abejón (fotografía), Tierra de Campos infinitamente (literatura de viajes), Editorial Difácil.